# Goliardos (agrupación mexicana)
Goliardos es el nombre que recibe una agrupación mexicana independiente dedicada a la difusión de diferentes ramas de la cultura alternativa, enfocada principalmente a la literatura fantástica, como es el terror, la fantasía y la ciencia ficción.
El grupo nació en 1997, y desde entonces su tarea principal ha sido la de involucrarse en proyectos literarios como la creación de sus talleres de enseñanza, además de participar activamente en conciertos musicales, ferias del libro y contar con una publicación no periódica de tipo fanzine, generalmente dedicada a un autor de culto dentro de los géneros venerados por el grupo.
La cabeza del grupo es el escritor mexicano H. Pascal, y el consejo editorial cuenta con varias plumas de renombre dentro del ambiente literario mexicano, como Gerardo Horacio Porcayo, Carlos Montemayor y Paco Ignacio Taibo II, entre otros. Al grupo también pertenecieron los fundadores del canal de video-ensayos, podcast y revista virtual Migala, así como el proyecto editorial Cómics Poéticos. 
Una de las ediciones más importantes que Goliardos ha realizado es la dedicada a Amado Nervo y titulada La última guerra, donde se descubre una faceta poco conocida del autor como cuentista y poeta de piezas de ciencia ficción.

## Lista de fanzines
Algunas de las publicaciones de Goliardos han sido:
| Vampiros                                   | Breve antología mexicana                                          |
| Vampiros y vampiras                        | Fantasía oscura                                                   |
| Neogótico mexicano                         | Brujas                                                            |
| Locos, desaforadas y profetas              | Criaturas del abismo                                              |
| La sangre del consuelo                     | Bestiario                                                         |
| El holograma irlandés                      | Fábulas oscuras y humor sangriento                                |
| Murmullos del abismo                       | Camino de estrellas                                               |
| Cuando las sirenas cantan                  | Criaturas del abismo II                                           |
| La última guerra                           | El buque negro, cuentos mexicanos de ciencia ficción del siglo XX |
| La última puerta del infierno              | El sexto centinela                                                |
| Los danzantes en medio de la hoguera       | Poemas de amor y muerte                                           |
| El mundo es una amenaza                    | El laberinto de Faug                                              |
| Mariachis muertos y otros cuentos extraños | Crisálidas del abismo                                             |
| Día de muertos                             |                                                                   |